# سیلورتن (اورگن)
سیلورتن (به انگلیسی: Silverton) شهری در شهرستان کروک ایالت اورگن است و در سرشماری سال ۲۰۱۱ میلادی، ۹٬۲۶۵ نفر جمعیت داشته که نسبت به سال ۲۰۱۰، ۰٫۴۷ درصد رشد جمعیت داشته‌است.

## موقعیت جغرافیایی
موقعیت جغرافیایی شهرها و مناطق اطراف به شرح زیر است: